# Calbiga
Calbiga è una municipalità di quarta classe delle Filippine, situata nella Provincia di Samar, nella regione di Visayas Orientale.
Calbiga è formata da 41 baranggay:
- Antol
- Bacyaran
- Barangay 1 (Pob.)
- Barangay 2 (Pob.)
- Barangay 3 (Pob.)
- Barangay 4 (Pob.)
- Barangay 5 (Pob.)
- Barangay 6 (Pob.)
- Barangay 7 (Pob.)
- Barobaybay
- Beri
- Binanggaran
- Borong
- Bulao
- Buluan
- Caamlongan
- Calayaan
- Calingonan
- Canbagtic
- Canticum
- Daligan

- Guinbanga
- Hindang
- Hubasan
- Literon
- Lubang
- Mahangcao
- Macaalan
- Malabal
- Minata
- Otoc
- Panayuran
- Pasigay
- Patong
- Polangi
- Rawis
- San Ignacio
- San Mauricio
- Sinalangtan
- Timbangan
- Tinago